# Gotthelm Klenberg

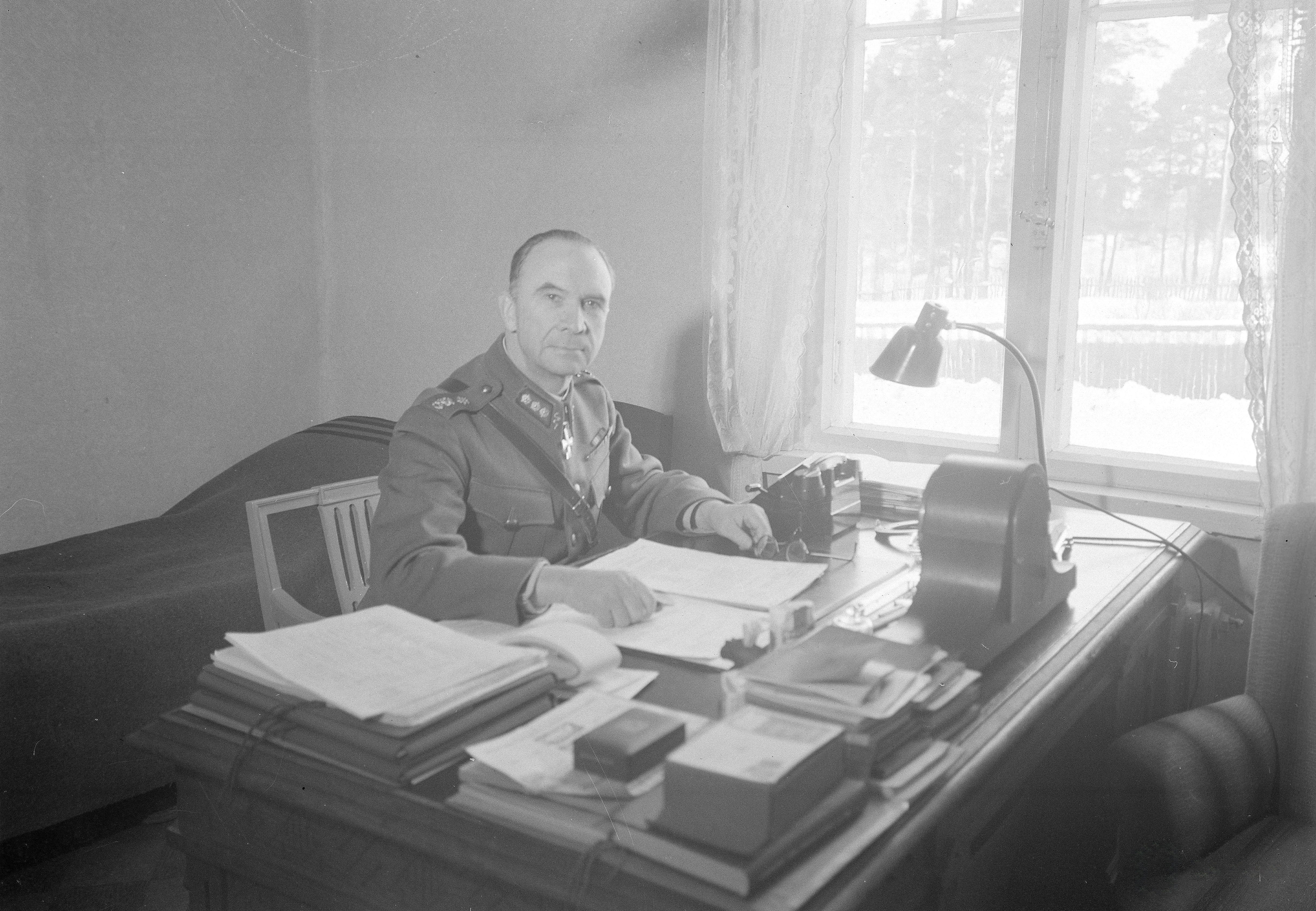
Gotthelm Klenberg.

Gotthelm Gottfrid Klenberg, född 18 januari 1887 i Åbo, död 6 februari 1973, var en finländsk veterinär. Han var far till Bo och Jan Klenberg.
Klenberg, som var son till sjökapten Johan Gustaf Klenberg och Anna Juliana Orrberg, blev student 1906, veterinärkandidat 1908 och avlade veterinärexamen i Hannover 1910. Han var kommunalveterinär i Tavastkyro 1913–1918, veterinär i 3. divisionen  1918–1939, i IV. armékårens marktrupper och i I. armékåren 1939–1940 samt försvarsmaktens överveterinär 1940–1952. Han var bland annat ordförande i hälsovårdsnämnden i S:t Michel 1938–1940 och ordförande i Officersryttarna från 1946. Han blev reservlöjtnant 1918, veterinäröverstelöjtnant 1919, veterinäröverste 1940 och veterinärgeneralmajor 1952.